# Plateau de Podolie
 (mai 2023).
Si vous disposez d'ouvrages ou d'articles de référence ou si vous connaissez des sites web de qualité traitant du thème abordé ici, merci de compléter l'article en donnant les références utiles à sa vérifiabilité et en les liant à la section « Notes et références ».
Le plateau de Podolie (parfois désigné comme le Plateau de Volhynie-Podolie) est un plateau d’Ukraine élevé (jusqu'à 471,9 m d'altitude), très étiré avec des prolongements au nord-est de la Moldavie.

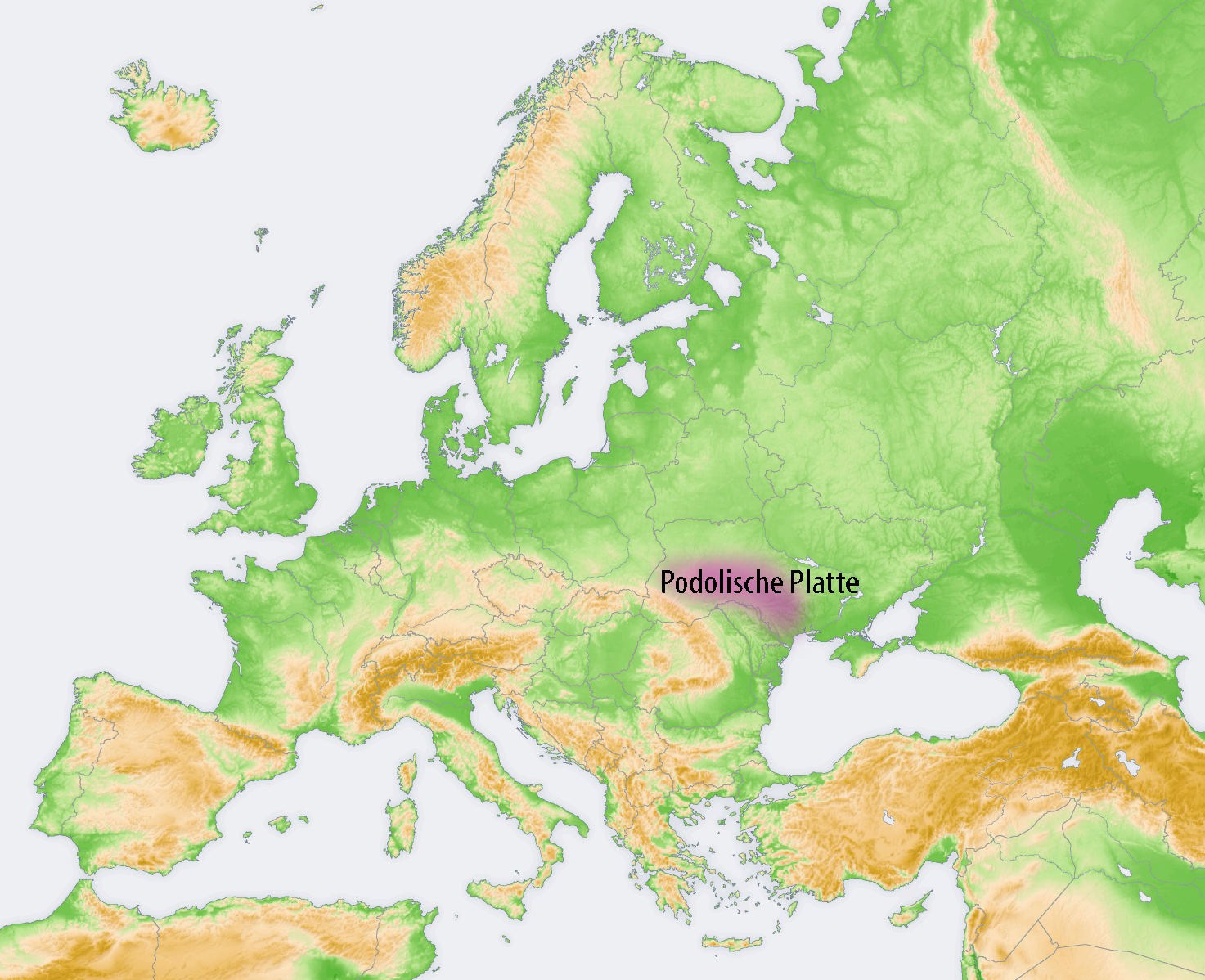
L’Europe avec la localisation du plateau de Podolie au sein de la plaine d'Europe orientale.

## Géographie
Le plateau de Podolie s’étend au sud-ouest de l’immense plaine d'Europe orientale, incluant les régions de Galicie et de Podolie. Il s'étire depuis Lviv en direction du sud-est vers Ternopil, Khmelnytskyï et Vinnytsia, qui est la jonction du plateau du Dniepr et de la vallée du Boug méridional, en passant par la région de Podilsk et jusqu'à la dépression de la mer Noire et la ville côtière d'Odessa. Au nord-est il touche aux sources du Boug occidental et du Boug méridional et à la vallée du Dniestr au Sud-ouest. Au nord-ouest, le plateau culmine à 471,9 m au sud du village de Romaniv, à environ 30 km au sud-est de Lvov, . Au sud, il voisine avec le plateau moldave : dans la jointure tectonique entre les deux plateaux, a été creusé au Messinien le canyon du Dniestr.

## Géologie
Les paysages du plateau de Podolie sont caractéristiques de la moyenne montagne avec une alternance de régions tantôt vallonnées, tantôt montagneuses, entrecoupées de vallées encaissées ou méandreuses. Les roches de ce plateau sont essentiellement une couche calcaire de plusieurs centaines de mètres d'épaisseur, vestige des sédiments marins de la mer primitive Paratéthys, déposés pendant des millions d'années, du Jurassique au milieu du Miocène. Le long des à-pics des vallées fluviales, ces étages sont bien repérables : ils rompent la monotonie du paysage souvent monochrome mais agréable, reposant. Au fil du temps la couche superficielle, par l'action des écoulements souterrains et de surface, a formé la plus vaste région karstique connexe de la Terre, et plusieurs gouffres se sont creusés. La plus célèbre de ces grottes est, avec la grotte Optimiste (Optymistytchna petchera), la cinquième plus longue au monde (en 2015) avec plus de 230 km.

## Population
La métropole de Podolie est Lviv, à l'extrémité nord-ouest du plateau. Les autres grandes villes sont : Khmelnytskyï, Kamianets-Podilskyï, Rybnitsa, Ternopil, Toultchyn et Vinnytsia.